# M.O.R.
M.O.R. är den brittiska alternativa rockgruppen Blurs nittonde singel, utgiven den 15 september 1997. Som bäst nådde singeln plats 15 på brittiska topplistan. Detta var fjärde och sista singeln från albumet Blur. 

## Låtlista
Samtliga låtar är skrivna av Albarn/Coxon/James/Rowntree utom M.O.R. (Albarn/Coxon/James/Rowntree/Bowie/Eno)
- CD

1. "M.O.R." (road version)
2. "Swallows in the Heatwave"
3. "Movin' On (William Orbit remix)"
4. "Beetlebum (Moby's minimal house remix)"

- Amerikansk CD

1. "M.O.R. (road version)"
2. "Popscene" (live at Peel Acres)
3. "Song 2" (live at Peel Acres)
4. "Bustin' + Dronin'"

- Amerikansk promo-CD

1. "M.O.R. (road version edit)"
2. "M.O.R. (Alan Moulder mix edit)"
3. "M.O.R. (call out research hook #1)"
4. "M.O.R. (call out research hook #2) (Moulder mix)"

- Japansk CD

1. "M.O.R. (road version)"
2. "M.O.R. (karaoke version)"
3. "I love her (demo version)"
4. "Death of a Party" (live at MC Vredenburg, Holland 1997)

- Australiensisk CD

1. "M.O.R. (road version)"
2. "Dancehall"
3. "Country Sad Ballad Man" (live acoustic)
4. "Song 2" (live at Peel Acres)
5. "On Your Own" (live acoustic)

- Holländsk och tysk CD (Särskild begränsad live-utgåva)

1. "M.O.R." (live at Peel Acres)
2. "Beetlebum" (live acoustic)
3. "On Your Own" (live acoustic)
4. "Country Sad Ballad Man" (live acoustic)
5. "This is a Low" (live acoustic)

- 7"

1. "M.O.R. (road version)"
2. "Swallows in the Heatwave"

Notera att den brittiska och den amerikanska Road Version av M.O.R. inte är samma mix utan skiljer sig en del från varandra.